# Homeria
Homeria é um género botânico pertencente à família Iridaceae.